# Thoracibidion franzae
Thoracibidion franzae là một loài bọ cánh cứng trong họ Cerambycidae.